# العلاقات البريطانية الدومينيكية
العلاقات البريطانية الدومينيكية هي العلاقات الثنائية التي تجمع بين المملكة المتحدة ودومينيكا.

## مقارنة بين البلدين
هذه مقارنة عامة ومرجعية للدولتين:
| وجه المقارنة                                              | المملكة المتحدة                 | دومينيكا              |
| --------------------------------------------------------- | ------------------------------- | --------------------- |
| المساحة (كم2)                                             | 242.50 ألف                      | 751                   |
| عدد السكان (نسمة)                                         | 66.02 مليون                     | 73.92 ألف             |
| الكثافة السكانية (ن./كم²)                                 | 272.25                          | 9.84 ألف              |
| العاصمة                                                   | لندن                            | روسو                  |
| اللغة الرسمية                                             | لغة إنجليزية، اللغة الويلزية    | لغة إنجليزية          |
| العملة                                                    | جنيه إسترليني                   | دولار شرق الكاريبي    |
| الناتج المحلي الإجمالي (بليون دولار)                      | 2.62 تريليون                    | 562.54 مليون          |
| الناتج المحلي الإجمالي (تعادل القوة الشرائية) بليون دولار | 2.72 تريليون                    | 789.63 مليون          |
| الناتج المحلي الإجمالي الاسمي للفرد دولار أمريكي          | 43.88 ألف                       | 7.12 ألف              |
| الناتج المحلي الإجمالي للفرد دولار أمريكي                 | 40.23 ألف                       | 10.88 ألف             |
| مؤشر التنمية البشرية                                      | 0.907                           | 0.724                 |
| رمز المكالمات الدولي                                      | +44                             | +1767                 |
| رمز الإنترنت                                              | .uk، .gb                        | .dm                   |
| المنطقة الزمنية                                           | توقيت غرينيتش، توقيت غرب أوروبا | 00، توقيت أطلنطي موحد |

## منظمات دولية مشتركة
يشترك البلدان في عضوية مجموعة من المنظمات الدولية، منها:
| علم المنظمة | اسم المنظمة                        | تاريخ انضمام المملكة المتحدة | تاريخ انضمام دومينيكا |
| ----------- | ---------------------------------- | ---------------------------- | --------------------- |
|             | مؤسسة التنمية الدولية              | 24 سبتمبر 1960               | 29 سبتمبر 1980        |
|             | يونسكو                             | 4 نوفمبر 1946                | 9 يناير 1979          |
|             | وكالة ضمان الاستثمار متعدد الأطراف | 12 أبريل 1988                | 7 أكتوبر 1991         |
|             | الأمم المتحدة                      | 24 أكتوبر 1945               | 18 ديسمبر 1978        |
|             | دول الكومنولث                      | 11 ديسمبر 1931               | ?                     |
|             | الاتحاد البريدي العالمي            | ?                            | ?                     |
|             | البنك الدولي للإنشاء والتعمير      | 27 ديسمبر 1945               | 29 سبتمبر 1980        |
|             | بنك التنمية الكاريبي ‏              | ?                            | ?                     |
|             | الاتحاد الدولي للاتصالات           | 24 فبراير 1871               | 28 أكتوبر 1996        |
|             | منظمة حظر الأسلحة الكيميائية       | ?                            | ?                     |
|             | مؤسسة التمويل الدولية              | 20 يوليو 1956                | 29 سبتمبر 1980        |
|             | منظمة التجارة العالمية             | 1995                         | ?                     |
|             | منظمة الشرطة الجنائية الدولية      | ?                            | ?                     |

## وصلات خارجية
- موقع وزارة الخارجية البريطانية